# محوطه مگیری
محوطه مگیری مربوط به دوره ساسانیان است و در شهرستان ایرانشهر، بخش دلگان، دهستان جلگه چاه هاشم، ۱۵ کیلومتری شمال غرب روستای باغباغون واقع شده و این اثر در تاریخ ۲۲ آبان ۱۳۸۶ با شمارهٔ ثبت ۱۹۹۵۹ به‌عنوان یکی از آثار ملی ایران به ثبت رسیده است.